# Битва під Львовом (1695)
Битва під Львовом — битва яка відбулась між військом кримських татар та Речі Посполитої 1695 року під Львовом в ході Польсько-турецької війни (1683—1699)
Кримські татари під проводом калги Шебас-Гірея (також Яласа Аги, Саадета і Кази-Гірея) силою 8-12 тисяч ординців прорвали польську блокаду Кам'янця, доставили продовольство голодуючій фортеці, і далі рушили у напрямку Львова.
Тим часом захоплений зненацька великий гетьман коронний Станіслав Ян Яблоновський зумів зібрати під містом близько 4 тис. війська. Татари хотіли використати фактор несподіванки, тому проти свого звичаю не підпалили околишніх сіл, підходячи під місто. Татарам справді вдалося захопили поляків зненацька, проте після невдалих атак на міст вони обійшли польські залоги на передмістях і підійти Старого ринку неподалік Краківської брами Львова. Татарську атаку вдалося відбити лише завдяки допомозі передміщан і стрільбі з міських мурів.
Польські втрати у самій битві (близько 400 осіб), напевно, дорівнювали татарським. Але на додачу орда зазнала великих втрат під час відступу — головним чином через важкі атмосферні умови.